# Carfreitag

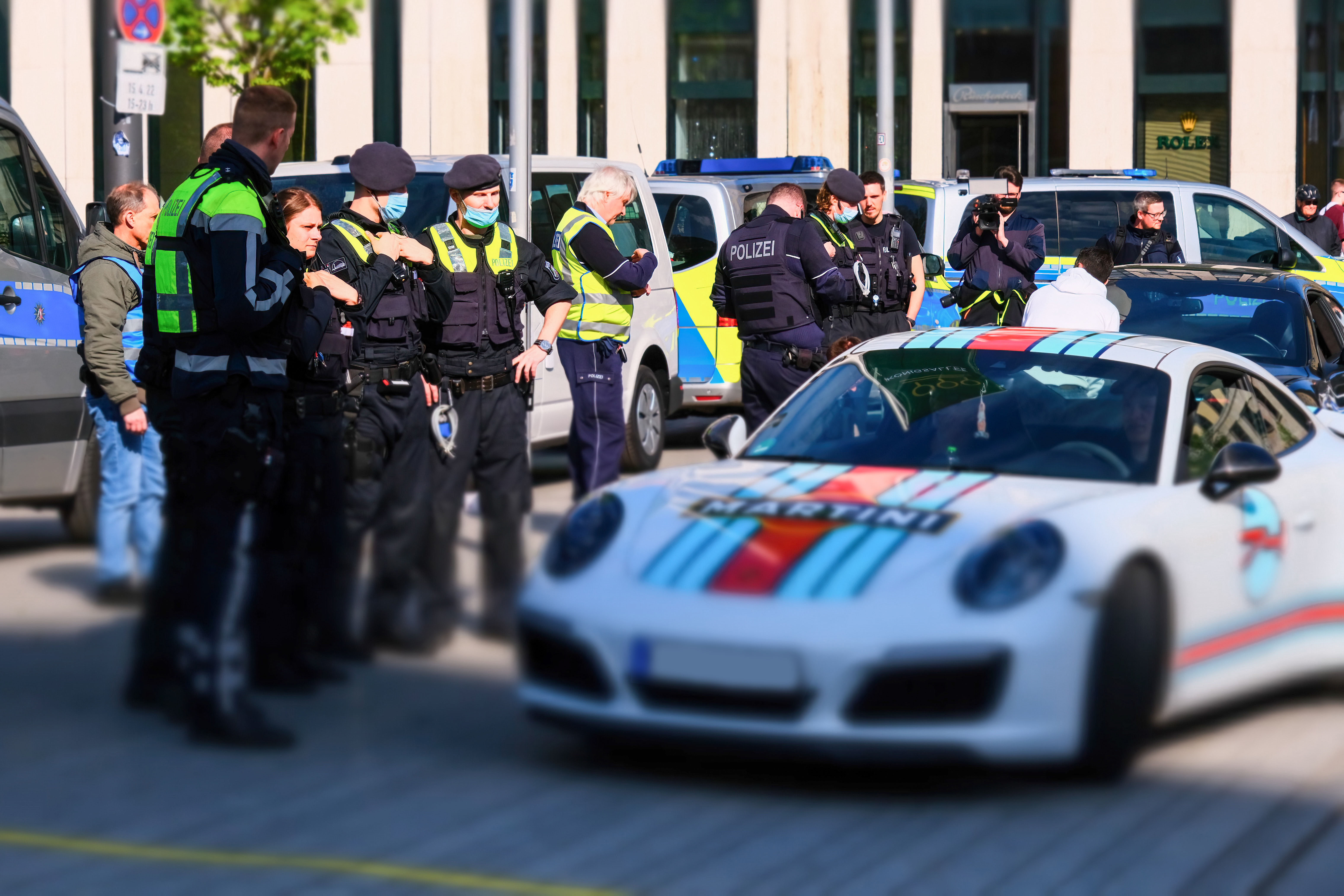
Polizeikontrolle während des Carfreitag 2022 in Düsseldorf auf der Königsallee.

Carfreitag ist eine aus dem kirchlichen Feiertag Karfreitag und dem englischen Wort car (Auto) gebildete Verballhornung. Der Ausdruck bezeichnet einen „Autotag“ als Termin für Treffen der Automobilfans, der Tuner-, aber auch der Autoposerszene.
Bekannte Treffpunkte sind die Pagenstecherstraße in Osnabrück, die Vahrenwalder Straße in Hannover-Vahrenwald, die Detmolder Straße in Paderborn, die Nordschleife am Nürburgring sowie die ICE-Stadt Limburg. Dort wurde die Veranstaltung seit 2013 geduldet, 2015 jedoch von Stadt und Polizei in Kooperation mit dem Organisator abgesagt.
Da es im Rahmen dieser Treffen auch immer wieder zu Autoposen kommt und sogar illegale Straßenrennen stattfinden, erhöht hier die Polizei ihre Präsenz, führen umfangreiche Verkehrs-, Fahrzeug- und Geschwindigkeitskontrollen durch und sprechen Platzverweise und bei Verstößen teilweise Zwangsgelder bis 10.000 € aus.
Am 25. März 2005 kam es im Rahmen des Carfreitags auf der Herforder Straße in Bielefeld zu einem schweren Unfall: Eine 25-Jährige starb und elf Personen wurden zum Teil lebensgefährlich verletzt, nachdem ein getunter Kleinwagen bei einem illegalen Straßenrennen ungebremst in eine Menschenansammlung fuhr.

## Rechtliche Situation
Weil es in der Regel keine konkreten Veranstalter dieser Treffen gibt, sondern sich ein Kollektiv bildet, fehlt den Behörden zum Verbot die gesetzliche Grundlage und eine juristische Person, die im Schadensfall haftbar gemacht werden kann.